# ラーテン

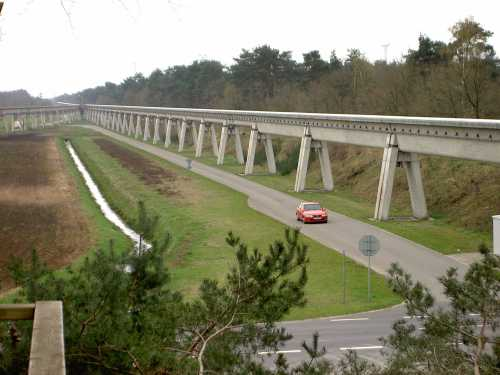
ラーテンのリニアモーターカー実験線

ラーテン (Lathen) は、ドイツ連邦共和国の村。ニーダーザクセン州のエムスラント郡に属する。人口は
7,086人（2023年12月31日現在）
である。
オランダ国境に近い村であるラーテンは、パーペンブルクとメッペンの間にあり、エムス川とドルトムント・エムス運河の脇に位置している。国道70号線が走り、近くからアウトバーン31号線に乗り入れることができる。村議会ではキリスト教民主同盟が有力である。リニアモーターカートランスラピッドの実験線があり、テスト走行が行われていた。2006年9月、同実験線で大規模なリニアモーターカーの事故が起こった。

## 引用
1. 1 2  Landesamt für Statistik Niedersachsen, LSN-Online Regionaldatenbank, Tabelle A100001G: Fortschreibung des Bevölkerungsstandes, Stand 31. Dezember 2023